# Xã Stockholm, Quận Crawford, Iowa
Xã Stockholm (tiếng Anh: Stockholm Township) là một xã thuộc quận Crawford, tiểu bang Iowa, Hoa Kỳ. Năm 2010, dân số của xã này là 199 người.